# The Triumph of Time and Truth

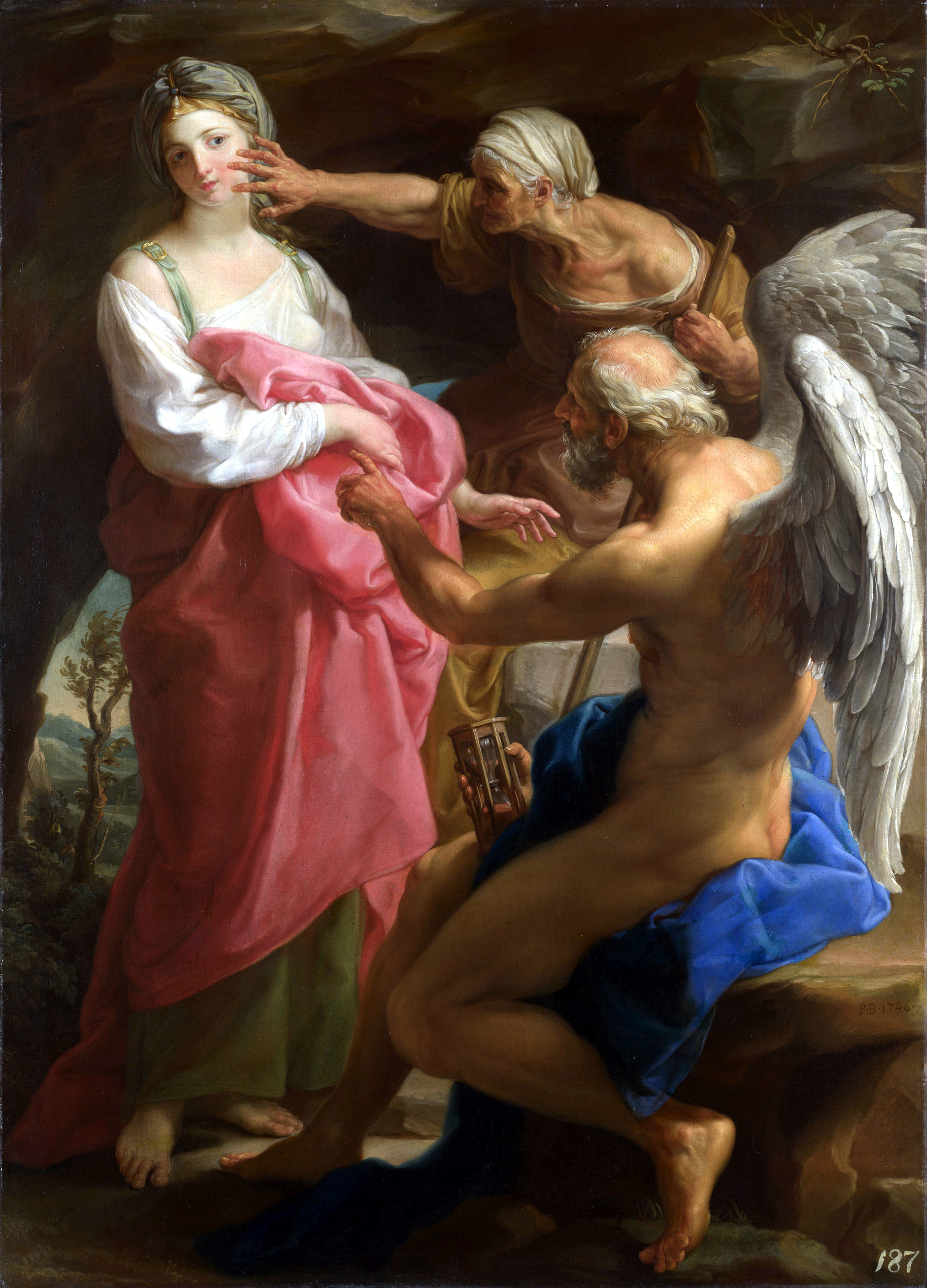
Le Temps ordonne à la Vieillesse de détruire la Beauté, tableau de Pompeo Batoni (1747)

The Triumph of Time and Truth est le dernier titre d'un oratorio de Georg Friedrich Haendel qui a connu trois versions différentes pendant cinquante ans de la carrière du compositeur (successivement en italien puis en anglais).

## Il trionfo del Tempo e del Disinganno, HWV 46a
(Le Triomphe du Temps et de la Désillusion)
C'est le tout premier oratorio de Haendel, composé au printemps 1707, sur un livret en italien du cardinal Benedetto Pamphili. Le jeune Haendel est arrivé dans la capitale au début de l'année 1707 et bien que jeune – il a alors 21 ans – et luthérien, il s'y lie rapidement avec les éminences artistiques (Corelli) mais aussi ecclésiastiques, tel les cardinaux Carlo Colonna ou Benedetto Pamphili lequel qui est aussi poète, deviendra le protecteur du compositeur. Haendel reçoit de nombreuses commandes d'œuvres liturgiques. Dans le domaine profane, une ordonnance du pape Innocent XI en 1677 a interdit toute représentation d’opéra à Rome. Haendel, se lance donc dans un oratorio dont la magnificence n'est pas sans rappeler la grandeur des opéras. Le Triomphe constituera la toute première tentative de Haendel dans ce genre musical et dont il deviendra un maître. 
Cet oratorio sera créé en juin 1707 dans le palais du cardinal Pietro Ottoboni (un des plus grands mécènes de son époque). 
L'argument du Triomphe repose sur la dispute entre quatre personnages allégoriques : le Temps/Tempo, la Désillusion/Disinganno, la Beauté/Bellezza et le Plaisir/Piacere qui se disputent sur le sort de la Beauté, laquelle, se sachant éphémère, se promet d'abord au Plaisir, avant de se rendre aux arguments du Temps et de la Désillusion qui lui vantent contre la beauté fugace de la chair, la beauté de l'âme pour qui choisit une vie d'ascèse.
Comprenant deux sections, l’œuvre contient notamment une sonate pour orgue et orchestre. L'un de ses arias les plus célèbres est Lascia la spina, cogli la rosa (Délaissez  l'épine, prenez la rose), plus tard transformé en Lascia ch'io pianga (Laissez-moi pleurer) dans l'opéra Rinaldo (1711), et repris dans le film Farinelli de Gérard Corbiau (1994).

## Il trionfo del Tempo e della Verità, HWV 46b
(Le Triomphe du Temps et de la Vérité)
Revue et augmentée en trois parties en mars 1737, l'œuvre voit son titre légèrement modifié. À l'époque Haendel vit déjà depuis longtemps en Angleterre et compose pour les théâtres de son pays d'adoption opéras en italien et oratorios en anglais. Cette version a été créée le 23 mars, a été interprétée plus de trois fois le mois suivant, et a été reprise une fois en 1739.

## The Triumph of Time and Truth, HWV 71
(Le Triomphe du Temps et de la Vérité)
En mars 1757, et peut-être avec une participation minimale de Haendel qui est vieux et devenu aveugle, l'oratorio fut à nouveau révisé et augmenté. Le livret (ainsi que le titre) fut traduit et adapté en anglais probablement par le dernier et prolifique librettiste du compositeur, Thomas Morell, cependant que John Christopher Smith Jr. a, selon toute probabilité, adapté la partition. Même si l'oratorio Jephtha (daté de 1751) est considéré comme le dernier véritable oratorio composé par Haendel, cette troisième version d'une œuvre composée pendant sa jeunesse est encore postérieure. La cantatrice Isabella Young a créé le rôle de Counsel (la Vérité, transformation du personnage initial de la Désillusion).
Il sera donné pour la dernière fois à Covent Garden en 1758.